# Morti nel 1707
| Questa pagina contiene informazioni ricavate automaticamente dalle voci biografiche con l'ausilio del template Bio e di un bot. L'aggiornamento è periodico e automatico e ricostruisce completamente la pagina. Se manca una persona in questa lista, sei pregato di non aggiungerla, ma accertati piuttosto che la sua voce biografica contenga il template Bio e che i dati anagrafici siano correttamente compilati. Se il template Bio manca, inseriscilo tu stesso o, in alternativa, metti l'avviso {{tmp\|Bio}} che ne segnala la mancanza. Se i dati riportati sono sbagliati, correggi direttamente la voce biografica; le modifiche saranno visibili in questa lista entro pochi giorni. Per chiarimenti vedi il progetto biografie. La lista contiene solo le 94 persone che sono citate nell'enciclopedia e per le quali è stato implementato correttamente il template Bio. Pagina aggiornata al 18 ago 2025. |

## Gennaio(5)
- 1º gennaio - Gregorio Boncompagni, V duca di Sora, nobile italiano (n. 1642)
- 4 gennaio - Luigi Guglielmo di Baden-Baden (n. 1655)
- 18 gennaio - Otto Mencke, filosofo e matematico tedesco (n. 1644)
- 20 gennaio - Leopold Karl von Kollonitsch, arcivescovo cattolico e cardinale tedesco (n. 1631)
- 26 gennaio - Giberto da Correggio di Maurizio, nobile italiano (n. 1653)

## Febbraio(6)
- 8 febbraio - Dositeo II di Gerusalemme, vescovo ortodosso greco (n. 1641)
- 9 febbraio - Giuseppe Antonio Vincenzo Aldrovandini, compositore italiano (n. 1671)
- 17 febbraio - Joachim d'Alencé, astronomo e fisico francese (n. 1640)
- 17 febbraio - Giambattista Rubini, cardinale e vescovo cattolico italiano (n. 1642)
- 22 febbraio - Giacinto Calandrucci, pittore e incisore italiano (n. 1646)
- 26 febbraio - Louis Cousin, traduttore, storico e avvocato francese (n. 1627)

## Marzo(3)
- 3 marzo - Aurangzeb, sovrano indiano (n. 1618)
- 23 marzo - Orazio Fortunato, vescovo cattolico italiano (n. 1634)
- 30 marzo - Sébastien Le Prestre de Vauban, generale francese (n. 1633)

## Aprile(6)
- 2 aprile - Gérard Edelinck, pittore e incisore fiammingo (n. 1640)
- 5 aprile - Jean Raon, scultore e insegnante francese (n. 1630)
- 6 aprile - Willem van de Velde il Giovane, pittore olandese (n. 1633)
- 18 aprile - Louis-Marcel de Coëtlogon-Méjusseaume, vescovo cattolico francese
- 20 aprile - Johann Christoph Denner, tedesco (n. 1655)
- 28 aprile - Cristiano di Sassonia-Eisenberg, nobile tedesco (n. 1653)

## Maggio(10)
- 3 maggio - Michiel de Swaen, retore, poeta e drammaturgo fiammingo (n. 1654)
- 8 maggio - Nicholas Kalliakis, filosofo, teologo e letterato greco (n. 1645)
- 8 maggio - Filippo Giulio Mancini, duca (n. 1641)
- 9 maggio - Dietrich Buxtehude, compositore e organista tedesco (n. 1637)
- 10 maggio - Giovanni Ernesto III di Sassonia-Weimar, duca tedesco (n. 1664)
- 17 maggio - Benjamin Raule, armatore, corsaro e mercante olandese (n. 1634)
- 19 maggio - Jean II d'Estrées, ammiraglio francese (n. 1624)
- 24 maggio - Henri Albert de La Grange d'Arquien, cardinale francese (n. 1613)
- 26 maggio - Françoise-Athénaïs di Montespan, nobildonna francese (n. 1640)
- 29 maggio - Samuel Bottschild, pittore tedesco (n. 1641)

## Giugno(6)
- 4 giugno - Pieter de Graeff, politico olandese (n. 1638)
- 4 giugno - Christoph Keller, filologo tedesco (n. 1634)
- 15 giugno - Giorgio Baglivi, anatomista italiano (n. 1668)
- 16 giugno - Maria d'Orléans-Longueville, principessa e duchessa francese (n. 1625)
- 23 giugno - John Mill, teologo e grecista inglese (n. 1645)
- 27 giugno - Johann Zahn, inventore e religioso tedesco (n. 1641)

## Luglio(4)
- 10 luglio - Cristina Giuliana di Baden-Durlach, nobildonna tedesca (n. 1678)
- 14 luglio - Noël Lebreton de Hauteroche, attore teatrale e drammaturgo francese (n. 1617)
- 19 luglio - Johannes Colerus, teologo tedesco (n. 1647)
- 21 luglio - Pirro Maria Gonzaga, nobile e militare italiano (n. 1646)

## Agosto(3)
- 18 agosto - Giovanni Battista Anguisciola, arcivescovo cattolico e diplomatico italiano (n. 1643)
- 18 agosto - William Cavendish, I duca di Devonshire, nobile, politico e militare inglese (n. 1640)
- 20 agosto - Nicolas Gigault, compositore e organista francese

## Settembre(5)
- 5 settembre - Maria Vittoria Gonzaga, nobile italiana (n. 1659)
- 12 settembre - Étienne Le Camus, cardinale e vescovo cattolico francese (n. 1632)
- 20 settembre - Alexander Stanhope, ambasciatore inglese (n. 1638)
- 21 settembre - Dominic Maguire, arcivescovo cattolico irlandese
- 24 settembre - Vincenzo da Filicaja, nobile e poeta italiano (n. 1642)

## Ottobre(4)
- 5 ottobre - Daniel Speer, compositore e scrittore tedesco (n. 1636)
- 22 ottobre - Cloudesley Shovell, ammiraglio e politico britannico (n. 1650)
- 25 ottobre - Gabriele III di Costantinopoli, arcivescovo ortodosso greco
- 29 ottobre - Maria Clara Eimmart, disegnatrice e astronoma tedesca (n. 1676)

## Novembre(7)
- 2 novembre - Justus van Huysum II, pittore e disegnatore olandese (n. 1685)
- 3 novembre - Antonio Fausto Naironi, scrittore, presbitero e orientalista libanese (n. 1635)
- 4 novembre - Giuseppe Domenico de Totis, poeta e librettista italiano
- 5 novembre - Gomidas Keumurdjian, presbitero armeno (n. 1656)
- 7 novembre - Giovanni Maria Bertolo, giurista italiano (n. 1631)
- 10 novembre - Yosep I, patriarca cattolico ottomano
- 21 novembre - Innocenzo Francesco del Liechtenstein, principe austriaco (n. 1693)

## Dicembre(9)
- 1º dicembre - Jeremiah Clarke, compositore e organista inglese
- 10 dicembre - Jacques-Nicolas de Colbert, arcivescovo cattolico francese (n. 1655)
- 12 dicembre - Marcello Severoli, antiquario e religioso italiano (n. 1644)
- 22 dicembre - Paolo Casati, matematico, astronomo e teologo italiano (n. 1617)
- 23 dicembre - Manuel Joaquín Álvarez de Toledo, politico spagnolo (n. 1641)
- 24 dicembre - Noël Coypel, pittore francese (n. 1628)
- 24 dicembre - Carolina di Legnica-Brieg, nobildonna tedesca (n. 1652)
- 25 dicembre - Philippe Le Valois, marchese di Villette-Mursay, ammiraglio francese (n. 1632)
- 27 dicembre - Jean Mabillon, monaco cristiano, diplomatista e teologo francese (n. 1632)

## Senza giorno specificato(26)
- Vincent d'Abbadie, esploratore francese (n. 1652)
- Nicholas Bayard, ufficiale e politico olandese (n. 1644)
- Antonio Bulifon, editore francese (n. 1649)
- Lodovico Burnacini, architetto e scenografo italiano (n. 1636)
- Giovan Giacomo Corniani, funzionario e diplomatico italiano (n. 1631)
- Petter Dass, scrittore, teologo e poeta norvegese (n. 1647)
- Jean Del Cour, scultore fiammingo (n. 1627)
- Edmund Dickinson, medico e alchimista inglese (n. 1624)
- Marc'Antonio Donzelli, pittore italiano
- Alexandre Olivier Exquemelin, pirata, scrittore e storico francese (n. 1645)
- George Farquhar, drammaturgo irlandese (n. 1678)
- Zheng Keshuang, re (n. 1669)
- Takarai Kikaku, poeta giapponese (n. 1661)
- Bendinelli Negrone, doge italiano (n. 1627)
- Hattori Ransetsu, poeta giapponese (n. 1654)
- Edward Ravenscroft, drammaturgo inglese (n. 1654)
- Carlo Gregorio Rosignoli, gesuita e predicatore italiano (n. 1631)
- Pierre-Sylvain Régis, filosofo francese (n. 1632)
- Girolamo Sartorio, architetto e ingegnere italiano
- Johann Georg Melchior Schmidtner, pittore tedesco (n. 1625)
- Shitao, pittore e poeta cinese (n. 1642)
- Jan Sonjé, pittore olandese (n. 1625)
- Theodor van der Schuer, pittore e disegnatore olandese (n. 1634)
- Udaipuri Mahal, ballerina georgiana
- Antonio Verrio, pittore italiano
- Julie d'Aubigny, mezzosoprano francese (n. 1670)